# Harisnyás Pippi (televíziós sorozat, 1997)
A Harisnyás Pippi (eredeti cím: Astrid Lindgen's Pippi Longstocking) német–kanadai–svéd televíziós rajzfilmsorozat, amelyet Bill Giggie és Michael Schaack rendezett. A forgatókönyvet Astrid Lindgren és Frank Nissen írta, a zenéjét Anders Berglund, Asher Ettinger és Tony Kosinec szerezte. Kanadában a Teletoon vetítette, Magyarországon az M2 sugározta.

## Szereplők
- Pippi Longstocking – Szeplős, vörös hajú, fiús külsejű, és fiús viselkedésű kislány. Piros harisnyát visel, nagyon mozgékony, és szeret rosszalkodni.
- Annika Settergren – Kék szemű, szőke hajú kislány. Tommy húga, és Pippi egyik legjobb barátja. Gyakran játszik Pippivel, és elkíséri útjain.
- Tommy Settergren – Barna hajú fiú, aki Annika bátyja. Szintén Pippi barátja, aki gyakran játszik vele, és elkíséri útjain
- Anna – A legnépszerűbb lány az iskolában. Barna haja lófarokba van kötve, piros orrgal. Annát gyakran ábrázolja ikonikus ruhájában, iskolai egyenruhájában, vörös nyakkendővel ellátott, világoskék ingben, ujjatlan kék ruhában, fehér zokniban és fekete Mary Jane cipőben.
- Willy – Szőke hajú, szemüveges fiú, aki Pippi egyik osztálytársa, és egyszer elkíséri hajóútján.
- Mr. Nilsson
- Thunder-Karlsson
- Bloom
- Constable Kling
- Constable Klang
- Capt. Longstocking
- Fridolf
- Mrs. Prysselius
- Mrs. Settergren
- Mr. Settergren

## Magyar hangok
- F. Nagy Erika – Pippi Longstocking
- Molnár Ilona – Annika Settergren
- Szvetlov Balázs – Tommy Settergren
- Forgács Gábor – Kling és Klang
- Gerber Judit – Mrs. Prysselius
- Vass Gábor – Thunder-Karlsson
- Harsányi Gábor – Bloom
- Perlaki István – Longstocking kapitány; További szereplők
- Béli Titanilla – Mrs. Settergren; További szereplők

További magyar hangok: Balázsi Gyula, Bessenyei Emma, Joó Gábor, Király Adrián, Molnár Levente, Szitás Barbara, Szokol Péter, Sztarenki Pál, Végh Ferenc

## Epizódok
1. Pippi visszatér a Villakulla villába
2. Pippi és a két tolvaj
3. Pippi nem adja el a házát
4. Pippi és a hőlégballon
5. Pippi a Dél-tengerekre indul
6. Pippi és a gyöngyök
7. Pippi hazatér
8. Pippi és a sífutás
9. Pippi és a díjugratás
10. Pippi és a mestertolvaj
11. Pippi és a hajótörés
12. Pippi megmenti az öreg házat
13. Pippi és a mutatványosok
14. Pippi karácsonya
15. Pippi nem akar felnőni
16. Pippi nem megy iskolába
17. Pippi az Északi-sarkon
18. Pippi újra megmenti a bálnákat
19. Pippi iskolába megy, vagy mégsem?
20. Pippi és a fehérruhás hölgy
21. Pippi állatokat idomít, no és a tulajdonost
22. Pippi és a titokzatos lábnyom
23. Pippi és a virágkiállítás
24. Pippi látogatóban Matilda néninél
25. Pippi és az ács
26. Pippi vonatozni megy